# Port Lincoln
Port Lincoln is een stad in de Australische deelstaat Zuid-Australië en ligt ongeveer 660 km ten westen van Adelaide aan de Boston Bay die in het oosten verbonden is met de Spencergolf.
De stad heeft een inwoneraantal van 16.418 en staat erom bekend het hoogste aantal miljonairs per capita te hebben in Australië.
Daarnaast staat Port Lincoln bekend als het centrum van de tonijnvisserij in Australië.
Adelaide (hoofdstad) · Mount Gambier · Murray Bridge · Port Augusta · Port Lincoln · Port Pirie · Whyalla